# Стоа „Кирцис“
Стоа „Кирцис“ (на гръцки: Στοά Κύρτση) е историческа постройка в град Солун, Гърция.

## Местоположение
Сградата е разположена във Франкомахала, между улиците „Едеса“ и „Викторио Юго“. Сградата има два входа един от „Викторио Юго“ и един към сокак, пряка на „Едеса“. До нея е Емниет хан, а през сокака на „Едеса“ - Кирцис хан.

## История
Построена е вероятно в 1868 година за богатия бизнесмен Кирцис заедно с Кирцис хан. Кирцис е активен член на Солунската гръцка община и улицата носи неговото име. Между 1905 и 1909 година в сградата е настанена Банк д'Ориан, преди да се премести на улица „Агиос Минас“. Сградата оцелява след пожара в 1917 година. 

## Архитектура
В архитектурно отношение е двуетажна неокласическа сграда. Характеризира се със симетрия в организацията на фасадите. Интерес представляват фалшивите колони, които поддържат линейния антаблеман, декоративните ленти и венецът на сградата.